# Chloroclystis linda
Chloroclystis linda är en fjärilsart som beskrevs av Robinson 1975. Chloroclystis linda ingår i släktet Chloroclystis och familjen mätare. Inga underarter finns listade i Catalogue of Life.